# Der Nobelpreis
Der Nobelpreis ist ein Roman von Andreas Eschbach, der im September 2005 im Lübbe Verlag erschienen ist. Ebenfalls im Handel ist eine Hörbuchfassung. Hintergrund der Handlung ist eine Nobelpreisverleihung in Stockholm, die von einem Pharmakonzern manipuliert wird. Das Buch ähnelt damit namentlich und thematisch dem Roman Der Preis von Irving Wallace (1962; 1963 verfilmt).

## Inhalt
Hans-Olof Anderson gehört dem Nobelpreiskomitee für Medizin an. Hilfesuchend wendet er sich an seinen wegen Einbruchs und Industriespionage inhaftierten Schwager Gunnar Forsberg. Hans-Olof berichtet ihm, dass seine Tochter Kristina entführt wurde und er erpresst wird, für die nominierte Sofia Hernández Cruz zu stimmen. Obwohl Gunnar Hans-Olof verachtet, verspricht er ihm, seiner Nichte zuliebe, zu helfen. Die gegenseitige Antipathie rührt daher, dass Hans-Olof betrunken einen Auto-Unfall verschuldet hatte, bei dem seine Frau, Gunnars Schwester, starb. Er beschuldigt seinerseits Gunnar, ihn in den Alkohol getrieben zu haben, indem er Zwietracht zwischen den Eheleuten säte.
Gunnar kommt mithilfe der Kontakte seines Schwagers frei und versucht, der Verschwörung auf die Spur zu kommen. Er bricht in die Niederlassung eines Pharmakonzerns in Stockholm ein; Gunnar vermutet, dass dieser Konzern hinter der Erpressung steckt. Dabei entkommt er nur knapp der Polizei. Immer auf der verzweifelten Suche nach Hinweisen auf Kristinas Aufenthaltsort folgen weitere Einbrüche, ohne dass er seine Nichte findet.
Nachdem Gunnar Forsberg glaubt, dass er versagt hat, geht er unter einem Vorwand zu Sofia Hernández Cruz und bittet sie, bei der Preisverleihung auf den Nobelpreis zu verzichten und stattdessen in aller Öffentlichkeit von den Bestechungen und Erpressungen zu berichten. Auf diese Weise, so erhofft sich Gunnar, müssen die Verantwortlichen Kristina freilassen, um das Schlimmste zu verhindern. Sofia verspricht, den Preis abzulehnen, wenn Gunnar ihr eine bestimmte Frage zu ihrer Zufriedenheit beantworten könne.
Am nächsten Tag besucht Gunnar Hans-Olof, um der Nobelpreisverleihung zuzusehen und abzuwarten, ob sich Kristina oder ihre Entführer melden. Dabei erzählt Gunnar seinem Schwager, dass er am Abend zuvor bei Sofia gewesen ist und sie gebeten hat, auf den Preis zu verzichten. Doch im Fernsehen sehen sie, dass Sofia den Preis annimmt. Daraufhin dreht sich Gunnar zu Hans-Olof um, richtet die Waffe auf diesen und fragt ihn, wo Kristina sei.
Die letzte entscheidende Frage von Sofia Hernández Cruz war, ob Gunnar einen Beweis dafür hätte, dass Kristina wirklich entführt worden sei. Daraufhin ist ihm klar geworden, dass alle Aktionen, von denen sein Schwager gewusst hat, beinahe von der Polizei vereitelt worden wären, während andere, von denen er nichts erfuhr, reibungslos abgelaufen sind.
Hans-Olof gesteht daraufhin, dass er vor einiger Zeit versucht war, seine Tochter sexuell zu missbrauchen, da sie ihn so sehr an seine verstorbene Frau erinnere. Daraufhin sei Kristina von zu Hause fortgelaufen. Da Hans-Olof von der bevorstehenden Freilassung seines Schwagers wusste und sich davor fürchtete, erfand er die Geschichte der Entführung. Er wollte Gunnar zu einem Verbrechen verleiten, um ihn wieder ins Gefängnis zu bringen, diesmal lebenslang.
Am Ende findet Gunnar seine Nichte mit der Hilfe ihrer Lehrerin bei ihrer Oma, Hans-Olofs Mutter.

## Publikation
- 2005: Erstausgabe im Hardcover bei Lübbe. ISBN 3-7857-2219-2
- 2005: Hörbuch, gelesen von Stephan Benson 6 CDs. ISBN 3-7857-3048-9
- 2006: Weltbild-Lizenzausgabe. ISBN 3-8289-8691-9

## Übersetzungen
- 2006 Russisch: Нобелевская премия, übersetzt von T. Nabatnikow. (Zakharov Verlag, Moskau) ISBN 978-5-8159-0653-2
- 2006 Niederländisch: De Nobelprijs, übersetzt von Peter de Rijk. (Karakter Uitgevers) ISBN 90-6112-055-1
- 2007 Finnisch: Nobel-palkinto, übersetzt von Petra Kakko. (Perhemediat Oy, Helsinki) ISBN 978-952-210-152-5
- 2007 Spanisch: El Premio Nobel, übersetzt von Mariló Martín. (Roca Editorial de Libros, S.L., Barcelona) ISBN 978-84-96791-50-3